# Urani 238
L'’urani 238 (238U o U-238) és l'isòtop més comú de l'urani que es troba a la naturalesa. No és físsil, però és un material fèrtil: pot capturar un neutró lent i després de dues desintegracions beta esdevenir plutoni 239 físsil. El 238U és fissionable per neutrons ràpids, però no pot aguantar una reacció en cadena perquè la difusió inelàstica redueix l'energia neutrònica per sota del rang en el qual és probable la fissió ràpida d'un o més nuclis de la següent generació. L'eixamplament de Doppler de les ressonàncies de l'absorció de neutrons de l'U-238 –incrementant l'absorció quan augmenta la temperatura de combustible– també és un mecanisme essencial de realimentació negativa pel control de reactors.
Al voltant del 99,284% de l'urani natural és urani 238, el qual té un període de semidesintegració d'1,41×1017 segons (4,468×109 anys, o 4.468 milions d'anys). L'urani empobrit té una concentració encara més elevada de l'isòtop 238U, i fins i tot l'urani poc enriquit –que té una proporció més elevada de l'isòtop urani-235 en comparació amb l'urani enriquit– està compost majoritàriament de 238U. L'urani reprocessat també és principalment 238U, amb aproximadament tant urani 235 com urani natural, una proporció comparable d'urani 236 i quantitats molt més petites d'altres isòtops d'urani com l'urani 234, l'urani 233 i l'urani 232.